# Hage
Hagen (latin: mentum) er den nederste del af et ansigt, placeret under munden.
En kløft i hagen (som på billedet) er genetisk arvelig og styres af et dominant gen.
| Anatomi | Spire Denne artikel om anatomi er en spire som bør udbygges. Du er velkommen til at hjælpe Wikipedia ved at udvide den. |